# Alesheim
Alesheim település Németországban, azon belül Bajorországban. Lakosainak száma 965 fő (2023. december 31.). Alesheim Dittenheim, Theilenhofen, Ellingen, Weißenburg in Bayern, Treuchtlingen, Markt Berolzheim és Meinheim községekkel határos.

## Népesség
A település népessége az elmúlt években az alábbi módon változott:
| Lakosok száma | 953  | 593  | 970  | 968  | 976  | 953  | 960  | 953  | 975  | 965  |
|               | 1970 | 1975 | 2011 | 2012 | 2014 | 2015 | 2017 | 2019 | 2022 | 2023 |